# Mecistocephalus japonicus
Mecistocephalus japonicus är en mångfotingart som beskrevs av Frederik Vilhelm August Meinert 1886. Mecistocephalus japonicus ingår i släktet Mecistocephalus och familjen storhuvudjordkrypare.
Artens utbredningsområde är Taiwan. Inga underarter finns listade i Catalogue of Life.